# Орден Ольги (Вюртемберг)
Орден Ольги (нем. Olga-Orden) — государственная награда королевства Вюртемберг, учреждённая королём Карлом I 27 июня 1871 года, и названная им в честь своей жены, российской великой княжны Ольги Николаевны, в период Франко-прусской войны возглавившей организацию помощи раненым воинам.

## Основные сведения
Орден был учреждён для награждения, в первую очередь, женщин, заботившихся о раненых солдатах в годы Франко-прусской войны, в которой Вюртемберг участвовал на стороне Пруссии. «За выдающиеся заслуги в области добровольной и добросердечной  помощи, во время войны или мира, в знак признания и памяти, для награждения мужчин, женщин и девиц». Орден имел одну степень.

## Внешний вид
Знак ордена в виде серебряного клеверного креста с черной эмалью внутри углублений на сторонах креста, повторяющих его форму, и крестом из красной эмали в центре. В центральном серебряном медальоне изображены позолоченные монограммы короля и королевы. На оборотной стороне медальона дата: «1870—1871». Носился мужчинами в петлице мундира, дамами на левой стороне груди на банте из орденской ленты черного цвета с малиновыми полосками по краям.
Позже была учреждена медаль Карла и Ольги на ленте таких же цветов, которая, однако, не являлась частью ордена.